# Rixheim
Rixheim település Franciaországban, Haut-Rhin megyében. Lakosainak száma 14 125 fő (2022. január 1.). Rixheim Sausheim, Illzach, Bruebach, Zimmersheim, Habsheim, Hombourg, Ottmarsheim és Riedisheim községekkel határos.

## Népesség
A település népessége az elmúlt években az alábbi módon változott:
| Lakosok száma | 13 750 | 13 990 | 14 322 | 13 902 | 14 071 | 14 204 | 14 020 | 13 795 | 14 125 |
|               | 2013   | 2015   | 2016   | 2017   | 2018   | 2019   | 2020   | 2021   | 2022   |